# UFC 241
UFC 241: Cormier vs. Miocic 2 è stato un evento di arti marziali miste tenuto dalla Ultimate Fighting Championship il 17 agosto 2019 all'Honda Center di Anaheim in California.

## Risultati
|                                        | Divisione             |                 |                 |                    | Metodo                                      | Round           | Tempo           | Premio          |
| Card Principale                        | Card Principale       | Card Principale | Card Principale | Card Principale    | Card Principale                             | Card Principale | Card Principale | Card Principale |
| -------------------------------------- | --------------------- | --------------- | --------------- | ------------------ | ------------------------------------------- | --------------- | --------------- | --------------- |
| Sfida valida per il titolo di campione | Pesi massimi          | Stipe Miočić    | batte           | Daniel Cormier (c) | KO tecnico (pugni)                          | 4               | 4:09            | POTN            |
|                                        | Pesi welter           | Nate Diaz       | batte           | Anthony Pettis     | Decisione unanime (30–27, 30–27, 29–28)     | 3               | 5:00            |                 |
|                                        | Pesi medi             | Paulo Costa     | batte           | Yoel Romero        | Decisione unanime (29-28, 29-28, 29-28)     | 3               | 5:00            | FOTN            |
|                                        | Pesi piuma            | Sodiq Yusuff    | batte           | Gabriel Benitez    | KO tecnico (pugni)                          | 1               | 4:14            |                 |
|                                        | Pesi medi             | Derek Brunson   | batte           | Ian Heinisch       | Decisione unanime (29–28, 29–28, 29–28)     | 3               | 5:00            |                 |
| Card Preliminare (ESPN)                |                       |                 |                 |                    |                                             |                 |                 |                 |
|                                        | Pesi leggeri          | Khama Worthy    | batte           | Devonte Smith      | KO tecnico (pugni)                          | 1               | 4:15            | POTN            |
|                                        | Pesi gallo            | Cory Sandhagen  | batte           | Raphael Assunção   | Decisione unanime (30-27, 30-27, 29-28)     | 3               | 5:00            |                 |
|                                        | Pesi leggeri          | Drakkar Klose   | batte           | Christos Giagos    | Decisione unanime (29-28, 29-28, 29-28)     | 3               | 5:00            |                 |
|                                        | Catchweight (140 lbs) | Casey Kenney    | batte           | Manny Bermudez     | Decisione unanime (29–28, 29–28, 29–28)     | 3               | 5:00            |                 |
| Card Preliminare (UFC Fight Pass)      |                       |                 |                 |                    |                                             |                 |                 |                 |
|                                        | Pesi paglia femminili | Hannah Cifers   | batte           | Jodie Esquibel     | Decisione unanime (30-28, 30-27, 30-27)     | 3               | 5:00            |                 |
|                                        | Pesi gallo            | Kang Kyung-ho   | batte           | Brandon Davis      | Decisione non unanime (28–29, 29–28, 29–28) | 3               | 5:00            |                 |
|                                        | Pesi mosca femminili  | Sabina Mazo     | batte           | Shana Dobson       | Decisione unanime (30–24, 30–25, 30–25)     | 3               | 5:00            |                 |

## Premi
I lottatori premiati ricevettero un bonus di 50.000 dollari.
Legenda:
- FOTN: Fight of the Night (vengono premiati entrambi gli atleti per il miglior incontro dell'evento)
- POTN: Performance of the Night (viene premiato il vincitore per la migliore performance dell'evento)